# Ayenia neglecta
Ayenia neglecta är en malvaväxtart som beskrevs av Cristobal. Ayenia neglecta ingår i släktet Ayenia och familjen malvaväxter. Inga underarter finns listade i Catalogue of Life.